# Radovan Lipus
Radoval Lipus (* 12. června 1966 Třinec) je český scenárista, divadelní, televizní a rozhlasový režisér a vysokoškolský pedagog.

## Život
V roce 1984 absolvoval gymnázium v Třinci. V letech 1984–1986 byl posluchačem Filozofické fakulty Univerzity Palackého v Olomouci, obor teorie kultury. Následně studoval obor režie a dramaturgie na pražské DAMU, katedra činohry, u profesora Jaroslava Vostrého a Ladislava Vymětala. Absolvoval v roce 1991, ovšem už v posledním ročníku na částečný úvazek pracoval jako asistent režie a lektor dramaturgie v Činoherním klubu. Podílel se na realizaci asi stovky inscenací a projektů, které se účastnily řady festivalů a získaly mnohá ocenění.
V rámci pozdějšího doktorandského studia na DAMU se věnoval scénologii. Titul PhD. získal v roce 2005. Průběžně se věnuje pedagogické a výzkumné činnosti. Mezi roky 1995–2010 externě působil na katedře české literatury Filozofické fakulty Ostravské univerzity. Od roku 2017 na částečný úvazek působí na DAMU Praha. V letech 2005–2011 působil jako samostatný výzkumný pracovník Centra základního výzkumu AMU v Praze.
V roce 2022 se úspěšně habilitoval a získal titul docent.
Je známý tím, že nevlastní automobil ani mobilní telefon.

## Tvorba
V letech 1992–2008 působil jako kmenový režisér činohry Národního divadla moravskoslezského v Ostravě. Další dva roky poté působil jako kmenový režisér Švandova divadla v Praze na Smíchově, od roku 2010 je na volné noze.
Jeho nejznámějším dílem je autorská spolupráce na úspěšném televizním dokumentárním projektu Šumná města, ve kterém působil jako scenárista spolu s Davidem Vávrou a režisér. Jako autor a scenárista působil i v navazujícím projektu Šumné stopy – Čeští architekti ve světě. Společně s Davidem Vávrou je i spoluautorem scénáře k dalším dokumentům, které následně režíroval.
Mnohaletá je jeho autorská a režijní spolupráce s Českým rozhlasem. Je spoluautorem několika knih.